# Gmina Stawiguda
Die Gmina Stawiguda ist eine Landgemeinde in der polnischen Woiwodschaft Ermland-Masuren. Ihr Amtssitz ist der Ort Stawiguda (deutsch Stabigotten) im Powiat Olsztyński (Kreis Allenstein).

## Geographische Lage
Die Gmina Stawiguda liegt im Westen der Woiwodschaft Ermland-Masuren im Süden des Powiat Olsztyński an der südlichen Stadtgrenze von Olsztyn (Allenstein).
An den gegenüberliegenden Gemeindegrenzen liegen die beiden Orte Ameryka (Amerika) und Ruś (Reußen), so dass die Einheimischen ihre Heimat gerne augenzwinkernd als „größte Gemeinde in Polen“ bezeichnen.

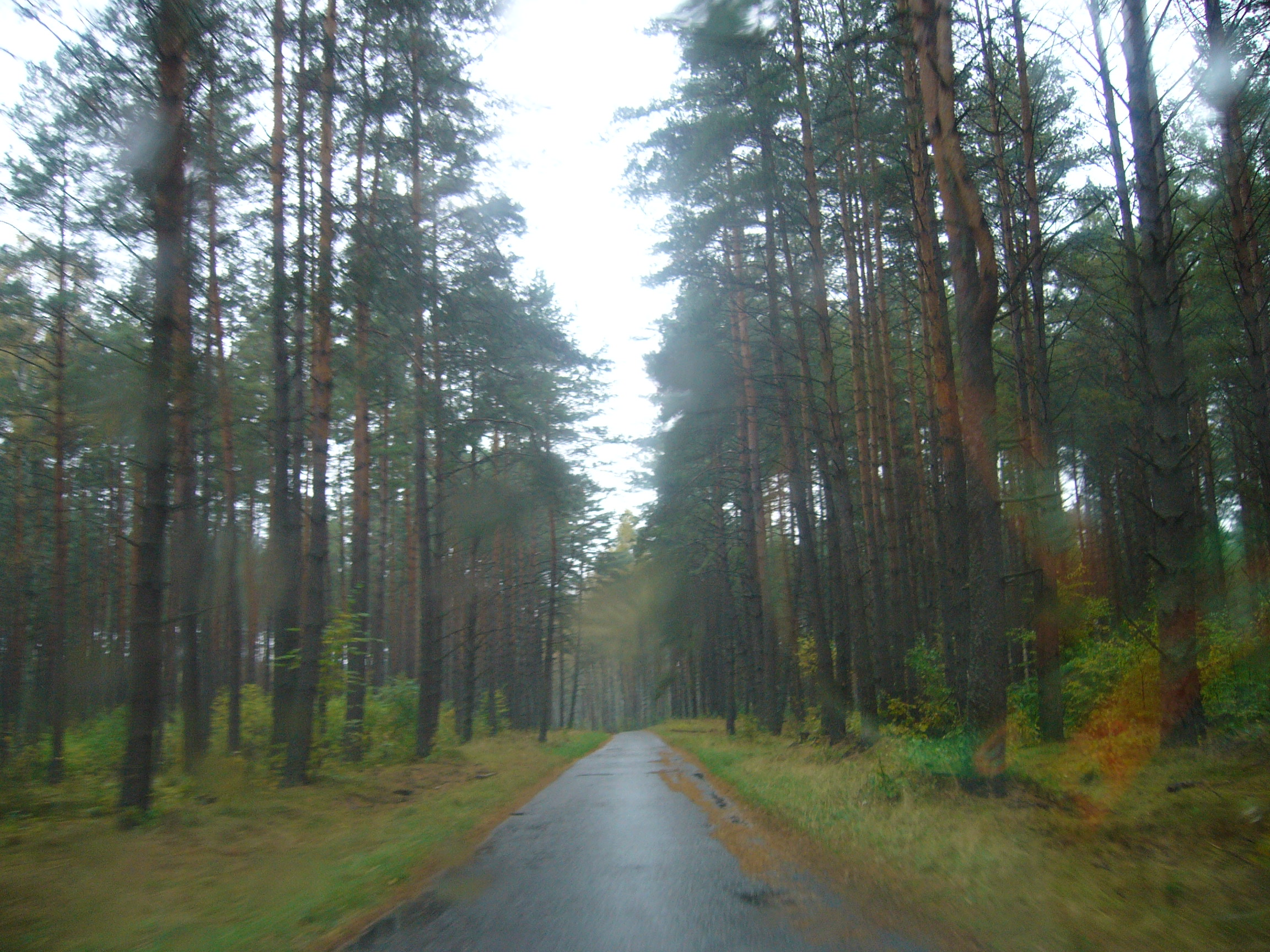
Waldweg in der Gmina Stawiguda

## Geschichte
Von 1954 bis 1972 bestand die Gromada Stawiguda im Powiat Olsztyński der Woiwodschaft Olsztyn, die aus der aufgelösten Gemeinde Stawiguda zusammen mit Miodówko (Honigswalde), Pluski (Plautzig) und Wymój (Wemitten) gebildet worden war. 1958 kam Gryźliny (Grieslienen) hinzu, 1960 auch Dorotowo (Darethen) und Grada (Gradda), 1961 noch Kręsk (Kranz).
Am 1. Januar 1973 wurde die Gmina Stawiguda (neu) errichtet. Sie war noch bis zum 31. Dezember 1998 der Woiwodschaft Olsztyn zugeordnet und ist seither der Woiwodschaft Ermland-Masuren (mit Sitz in Olsztyn) zugehörig.

## Gemeindefläche
|  |

Die Fläche der Gemeinde Stawiguda beläuft sich auf 223,22 km². Sie besteht zu 23 % als landwirtschaftliche Nutzfläche und zu 54 % aus Waldfläche. Die Gesamtfläche der Gemeinde umfasst 7,83 % der Fläche des Powiat Olsztyński.

## Nachbargemeinden
Die Gmina Stawiguda ist von vier Nachbargemeinden umgeben. Sie alle (bis auf die Stadt Olsztyn) gehören zum Powiat Olsztyński. Es sind die Landgemeinden Gietrzwałd (Dietrichswalde) und Purda (Groß Purden) sowie die Stadt-und-Landgemeinde Olsztynek (Hohenstein) sowie die kreisfreie Stadt Olsztyn (Allenstein).

## Gemeindegliederung
Zur Gmina Stawiguda gehören mehr als 30 Dörfer, Ortschaften und Wohnplätze:
| Polnischer Name | Deutscher Name                  |  | Polnischer Name | Deutscher Name                    |  | Polnischer Name   | Deutscher Name              |
| --------------- | ------------------------------- |  | --------------- | --------------------------------- |  | ----------------- | --------------------------- |
| Bartąg          | Groß Bertung 1928–1945: Bertung |  | Klekotowo       | Klein Plautzig                    |  | Stary Dwór        | Althof                      |
| Bartążek        | Klein Bertung                   |  | Kręsk           | Kranz                             |  | Stawiguda         | Stabigotten                 |
| Binduga         | Wienduga                        |  | Łańsk           | Lanskerofen                       |  | Stawiguda (Osada) | Stabigotten (Forst)         |
| Ćwikielnia      | Neu Stabigotten                 |  | Łański Piec     |                                   |  | Tomaszkowo        | Thomsdorf                   |
| Dorotowo        | Darethen                        |  | Majdy           | Mauden                            |  | Ustrych           | Ustrich                     |
| Gągławki        | Ganglau                         |  | Miodówko        | Honigswalde (bis 1908: Mniodowko) |  | Wymój             | Wemitten                    |
| Grada           | Gradda                          |  | Muchorowo       |                                   |  | Zarośle           | Klein Stabigotten           |
| Gryźliny        | Grieslienen                     |  | Owczarnia       | Neu Bertung                       |  | Zazdrość          | Zazdrocz 1935–1945: Neidhof |
| Jaroty          | Jomendorf                       |  | Pluski          | Plautzig                          |  | Zezuj             | Sensujen                    |
| Jełguń          | Gelguhnen                       |  | Ruś             | Reußen                            |  | Zielonowo         | Grünau                      |
| Kielary         | Kellaren                        |  | Rybaki          | Lansk                             |  | Zofijówka         | Sophienhof                  |
| Kieruj          | Kerrey                          |  | Sójka           | Soykamühle 1938–1945: Eichelmühle |  |                   |                             |

## Bevölkerung
Im Gemeindegebiet waren am 31. Dezember 2020 insgesamt 11.204 Einwohner gemeldet. Etwa 1/5 lebt in Stawiguda selbst, die übrige Bevölkerung in mehr als 30 kleineren Ortschaften.

### Bevölkerungsentwicklung von 1995 bis 2017
(Quelle: )

### Altersstruktur
Über die Altersstruktur der Einwohner der Gmkina Stawiguda gibt ein Schaubild aus dem Jahre 2014 Auskunft:

## Kirche

### Römisch-katholisch
Die Römisch-katholische Kirche ist im Gebiet der Gmina Stawiguda mit vier Pfarreien vertreten, die alle zum Erzbistum Ermland gehören:
- Bartąg ((Groß) Bertung) und Bartążek (Klein Bertung) im  Dekanat Olsztyn IV-Jaroty (Jomendorf) , und
- Gryźliny (Grieslienen) und Stawiguda (Stabigotten) im Dekanat Olsztynek (Hohenstein i. Ostpr.)

### Evangelisch
Eine evangelische Kirche gibt es im Gemeindegebiet nicht. Die evangelischen Kirchenmitglieder im nördlichen Gemeindebereich gehören zur Christus-Erlöser-Kirche Olsztyn (Allenstein) mit der Filialgemeinde Olsztynek (Hohenstein), zu der sich die Einwohner des südlichen Gemeindebereichs orientieren. Die Pfarrei Olsztyn mit ihrer Filialkirche gehört zur Diözese Masuren der Evangelisch-Augsburgischen Kirche in Polen.

## Politik

### Bürgermeister
Amtierender Bürgermeister ist Michal Kontraktowicz.

### Gemeindepartnerschaft
Die Gmina Stawiguda pflegt seit Juni 2002 eine Partnerschaft mit der Gemeinde Wallenhorst im niedersächsischen Landkreis Osnabrück, Deutschland.

## Wirtschaft und Infrastruktur

### Verkehr

#### Straße
Durch das Gebiet der Gmina Stawiguda führen mehrere Fernstraßen:
- die Schnellstraße 51 die – derzeit noch im Ausbau begriffen – vom Straßenkreuz Olsztyn-Południe bis nach Olsztynek (Hohenstein) führt und bei Stawiguda sowie Gryźliny über Anschlussstellen verfügt
- die Landesstraße 16, die von Grudziądz (Graudenz) aus die Woiwodschaft Ermland-Masuren durchquert und an der polnisch-litauischen Staatsgrenze endet, und als südliche Umfahrung der Stadt Olsztyn vom Straßenkreuz Olsztyn-Południe bis zum Straßenkreuz Olsztyn-Wschód als Schnellstraße 16 das Gemeindegebiet Stawiguda durchzieht
- die Woiwodschaftsstraße 598, die – von Zgniłocha (Gimmendorf) nach Olsztyn verlaufend die beiden Gemeinden Purda (Groß Purden) und Stawiguda mit der Stadt Olsztyn verbindet
- die Kreisstraße DP 1370N, die die Gmina Gietrzwałd (Dietrichswalde) mit der Gmina Stawiguda verbindet.

Überdies ist das Gemeindegebiet durch zahlreiche kleinere Nebenstraßen gut vernetzt.

#### Schiene
Mit den Bahnstationen Gryźliny, Stawiguda, Gągławki und Bartąg ist die Gmina Stawiguda an die Bahnstrecke Działdowo–Olsztyn (deutsch Soldau–Allenstein) angeschlossen.

#### Luft
Der nächste internationale Flughafen ist der in Danzig.
Einen vergleichsweise sehr bescheidenen Landeplatz bietet im Süden der Gemeinde der Flugplatz  Gryźliny.

### Touristik
Beinahe alle Orte der Gmina Stawiguda sind touristisch attraktiv und dementsprechend aktiv. Der Tourismus bildet einen erheblichen Wirtschaftsfaktor, und entsprechend ist der Ausbau dieses Wirtschaftszweiges das Ziel, auf dem die Gemeinde ihre Zukunft im Wesentlichen aufbauen will.